# Kabeljungwerker

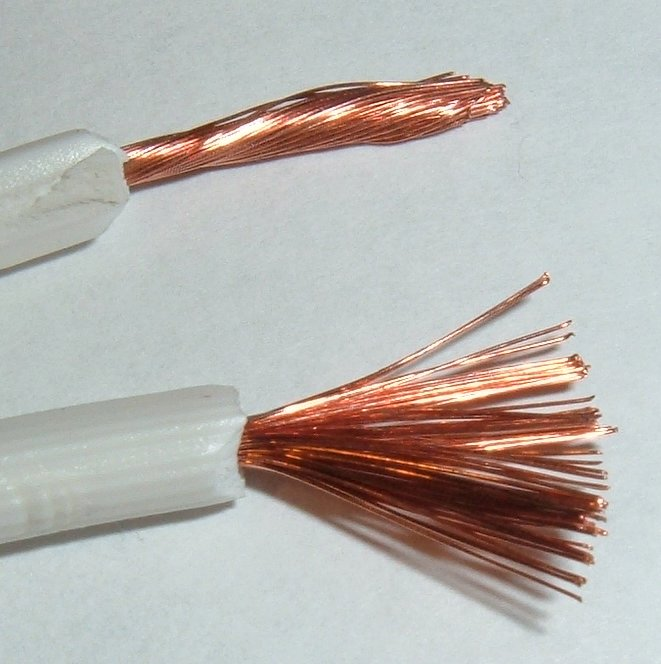
Kabelenden

Der Kabeljungwerker war bis zum 31. August 2013 ein staatlich anerkannter Ausbildungsberuf nach Berufsbildungsgesetz (BBiG). Er wurde zum 1. August 2013 durch die Fachkraft für Metalltechnik ersetzt. Das Berufsbild wurde am 13. März 1940 definiert.

## Tätigkeit
Der Kabeljungwerker stellt elektrische Kabel und Leiter aller Art her. Zu den weiteren Aufgaben gehört das Einrichten von Produktionsmaschinen und -anlagen sowie die Überwachung von Herstellungsprozessen.

## Aufgaben

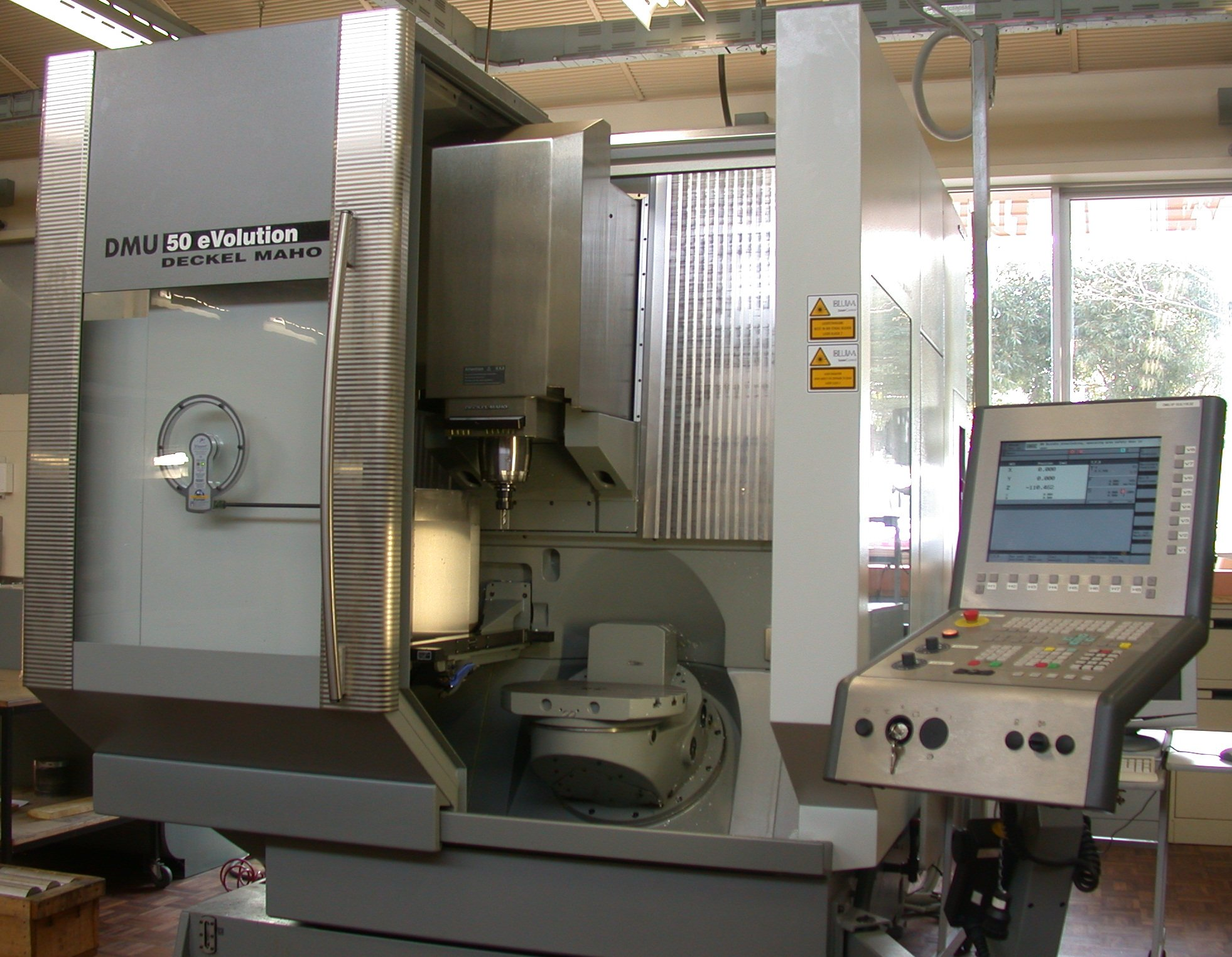
CNC – Fräsmaschine

Kabeljungwerker haben hauptsächlich folgende Aufgaben:
- Einrichten der jeweiligen Maschinen
- Produktionsergebnisse vergleichen
- Messvorgänge ausführen und überwachen
- Korrekturmaßnahmen einleiten und durchführen
- Störungen beheben
- Drähte behandeln
- Litzen, Leiterseile und Kabelseelen herstellen
- Drähte, Adern, Aderbündel oder Litzen verseilen
- Metallmäntel und -gewebe auf Kabel aufbringen
- Leitungen und Kabel elektrisch und mechanisch prüfen
- Arbeitsgeräte und Maschinen pflegen und instand halten

## Arbeitsumgebung
Kabeljungwerker arbeiten vor allem in Betrieben, in denen z. B. Elektrokabel, -leitungen oder -drähte für Motoren und Fahrzeuge hergestellt werden. Darüber hinaus werden sie auch bei Herstellern von Drahtwaren beschäftigt.

## Branchen im Einzelnen
- Elektrische Anlagen und Bauteile
- Herstellung von sonstigen elektronischen Bauelementen
- Herstellung von Glasfaserkabeln
- Herstellung von sonstigen elektronischen und elektrischen Drähten
- Herstellung von elektrischem Installationsmaterial
- Herstellung von sonstigen elektrischen Ausrüstungen und Geräten
- Herstellung elektrischer und elektronischer  Ausrüstungsgegenstände wie z. B. Kabelsätze